# 앨러배마 대학 파산관재인단 대 개럿 소송
'앨러배마 대학 파산관재인단 대 개럿', 연방 531번 356쪽(2001)은, 연방 수정헌법 14조 상의, 국회의 권한 부여에 대한 연방 대법원 사건이었다.
미국 장애인법 제1편이 위헌이라고 대법원은 결정했는데, 그것이 재산상의 손해 때문에 시민 개인에 의해 주정부들이 고발되도록 허용하는 한에서 말이다.